# Natasha Henstridge
Natasha Henstridge (Springdale (Newfoundland), 15 augustus 1974) is een Canadees oud-fotomodel en filmactrice, die voornamelijk bekend is voor haar debuutrol als wellustig en boosaardig buitenaardse wezen in de film  Species uit 1995.
De Canadese speelt behalve in films en miniseries ook in doorlopende televisieseries. Zo was ze te zien in veertig afleveringen van She Spies, zestien keer in Commander in Chief en had ze een vaste rol in Eli Stone. Henstridge won in 2008 een Gemini Award voor haar hoofdrol in de miniserie Would Be Kings.
Henstridge trouwde in 1995 met acteur Damian Chapa, maar scheidde een jaar later weer van hem. In 2011 trouwde ze opnieuw, nu met singer-songwriter Darius Campbell. Henstridge is moeder van zoontjes Tristan River Waite (oktober 1998) en Asher Sky Waite (september 2001). De vader van de kinderen is acteur Liam Waite.

## Filmografie
| - Home Invasion (2016) - Chloe - The Christmas Switch (2014) - Susan Wells - Nowhere Safe (2014, televisiefilm) - Julie Johnson - Anatomy of Deception (2014) - Alison Briggs - Badge of Honor (2014) - Rebecca Miles - Against the Wild (2013, televisiefilm) - Susan Wade - A Sister's Nightmare (2013) (televisiefilm) - Cassidy - Cold Spring (2013, televisiefilm) - Sarah - A Christmas Song (2012. televisiefilm) - Diana - Should've Been Romeo (2012) - ... - The Perfect Student (2011) (televisiefilm) - Nicole Johnson - The Devil's Teardrop (2010) (televisiefilm) - Margaret Lukas - You Lucky Dog (2010) (televisiefilm) - Lisa Rayborn - Let the Game Begin (2010) - Angela - Anytown (2009) - Carol Mills - Deception (2008) - Simone Wilkinson - Commander in Chief (2005 - 2006) (televisieserie) - Jayne Murray - Widow on the Hill (2005) (televisiefilm) - Linda Dupree Cavanaugh - Species III (2004) - Eve | - The Whole Ten Yards (2004) - Cynthia - Power and Beauty (2002) (televisiefilm) - Judy Exner - Riders (2002) - Karen - Kevin of the North (2001) - Bonnie Livengood - Ghosts of Mars (2001) - Melanie Ballard - A Girl, Three Guys, and a Gun (2001) - 5 O'Clock Girl - Second Skin (2000) - Crystal Ball - Bounce (2000) - Mimi Prager - A Better Way to Die (2000) - Kelly - Jason and the Argonauts (2000) (miniserie) - Hypsipyle - The Whole Nine Yards (2000) - Cynthia Tudeski - It Had to Be You (2000) - Anna Penn - Caracara (1999) (televisiefilm) - Rachel Sutherland - Dog Park (1998) - Lorna - Bela Donna (1998) - Donna - Species II (1998) - Eve - Standoff (1998) - Mary - Adrenalin: Fear the Rush (1996) - Delon - Maximum Risk (1996) - Alex Minetti - Species (1995) - Sil |

## Televisieseries
*Exclusief eenmalige verschijningen
- Republic of Doyle - Valerie O'Brien (2014, drie afleveringen)
- Selfie - Yazmin Saperstein (2014, drie afleveringen)
- The Secret Circle - Dawn Chamberlain (2011-2012, 21 afleveringen)
- CSI: Miami - Renee Locklear (2011, twee afleveringen)
- Drop Dead Diva - Claire Harrison (2010, twee afleveringen)
- Time Jumper - Charity Vyle (2009-2010, tien afleveringen)
- Eli Stone - Taylor Wethersby (2008-2009, 26 afleveringen)
- Impact - Maddie Rhodes (2009, twee afleveringen - miniserie)
- Would Be Kings - ... (2008, twee afleveringen - miniserie)
- Commander in Chief - Jayne Murray (2005-2006, zestien afleveringen)
- She Spies - Cassie McBain (2002-2004, veertig afleveringen)

- Biblioteca Nacional de España: XX1265863
- Bibliothèque nationale de France: cb14186608d (data)
- Catàleg d'autoritats de noms i títols de Catalunya: 981058518882206706
- Gemeinsame Normdatei: 142267368
- International Standard Name Identifier: 0000 0001 1950 5939
- Library of Congress Control Number: no96000486
- Nationale Bibliotheek van Israël: 987007344687205171
- Nationale Bibliotheek van Polen: a0000001634141
- Nederlandse Thesaurus van Auteursnamen: 190001917
- SNAC: w6183cxp
- Système universitaire de documentation: 071202587
- Virtual International Authority File: 64216483
- WorldCat: E39PBJcBWcgrXHtHghKFKbK68C